# Művelődés (folyóirat)
Művelődés a romániai magyar közművelődés havi folyóirata 1948 és 1985 között, majd 1990-től folytatólag. Székhely:Bukarest 1985-ig, 1990-től Kolozsvár.

## A lap története 1948-1985 között
Kezdetben a Művelődési Útmutató címet viselte, román ikerlapja, az Îndrumătorul Cultural nevének tükörfordításaként, lévén mindkét kiadvány feladata a falusi műkedvelő színjátszók, kórusok, tánccsoportok tevékenységének irányítása politikai és szakmai tanácsadó cikkekkel, versekkel, egyfelvonásosokkal, zeneművekkel. Bukarestben szerkesztették, az első évtizedben kolozsvári, majd bukaresti nyomdában állították elő. Kiadója a romániai művelődés mindenkori állami csúcsszerve, a Művelődési Minisztérium, később a Művelődés- és Művészetügyi Állami Bizottság, majd a Szocialista Művelődési és Nevelési Tanács. Az 1948. július havában indult lap vezércikként még Balogh Edgár Népi kultúránk megújulásáról van szó című írásával jelent meg s a Magyar Népi Szövetség (MNSZ) kulturális programját képviselte, de a nemzetiségi szervezetet érő csapások, a letartóztatások s a feloszlatás nyomására egyre szokványosabb állam- és pártpolitikai jelleget kapott. Később a Művelődési Útmutató a városi magyar közművelődési alakzatok patronálását is magára vállalta, s olvasóközönségének igényei szerint hovatovább sajátos jelleget alakított ki magának, eltérőt román – majd később induló német – nyelvű társaitól.
1951-ben másfél éven át Népművelődés cím alatt egy második, a művelődési otthonoknak szóló folyóirat is megindult a Román Népköztársaság minisztertanácsa mellett működő Kulturális Intézmények Bizottsága kiadásában. Mindkét lap az előírt agitprop anyagon kívül eredeti magyar népi kulturális és szépirodalmi írásokat közölt, de végül csak a Művelődési Útmutató maradt meg. Ez 1957. január 1-jétől felvette a Művelődés nevet, s így is maradt utolsó számáig. A román ikerlaptól való függetlenedés és a magyar sajátosság megőrzése állandó törekvése lett a szerkesztőségnek, változó sikerrel. Az 1960-as évek elején a román kiadvány halvány másolata a lap, románból és oroszból fordított anyaggal, majd 1968-tól megint – most már erőteljesebben – felerősödött önálló jellege, s önállóságának jegyeit az 1985-ben bekövetkezett megszüntetésig végig megőrizte.
Indulásakor a lap felelős szerkesztője Korda István, majd 1953 után Kisbenke György, nevüket azonban az impresszum nem tüntette fel. Ezt a kezdeti időszakot az akkor még Művelődési Útmutatónak nevezett lap életében a napi időszerűségű "irányító" cikkek mellett a túlhajtott, erőszakolt osztályharc, a kulákok "leleplezése" jellemezte, bár ugyanekkor jelent meg olyan emlékezetes riportsorozat is, mely élesen bírálta az erdélyi műemlék-kastélyok bűnös elhanyagolását. A lap igyekezett tágítani olvasóinak érdeklődését a klasszikus magyar irodalmi hagyományok és az élő erdélyi magyar irodalom alkotásai felé. Verseket közöl benne Szabédi László, Szemlér Ferenc, Gellért Sándor, Létay Lajos, Szász János, Páskándi Géza, Kányádi Sándor és Majtényi Erik, aki főmunkatárs is. Korlátai ellenére foglalkozott a Művelődési Útmutató a kortárs magyarországi irodalommal: Illyés Gyulától, Benjámin Lászlótól közölt verseket, jelenkori magyarországi drámákat juttatott el a műkedvelőkhöz. Egyben egyfelvonásosok írására serkentette az erdélyi magyar írókat, Marosi Ildikó pedig rendezői tanácsokkal segített fellendíteni az erdélyi magyar műkedvelő színjátszást. Az élő székely néptánccal kapcsolatos írásaival Székely Dénes koreográfus jelentkezett a lap hasábjain.
Az 1960-as évek eleje a már Művelődés nevet viselő lap beszűkülésének időszaka. A tizenöt tagú szerkesztő bizottságnak egyetlen magyar tagja volt, Szemlér Ferenc. Ritkábban jelentkezett versekkel, cikkekkel Majtényi Erik, Hervay Gizella, Farkas Árpád, néha-néha Sütő András – egy ízben a zenei anyanyelv fontosságáról ír –, az anyagok többsége azonban románból készült fordítás. Móricz Zsigmond halálának negyedszázados évfordulójáról ugyan megemlékezett a Művelődés, de Veres Péter csak azért kapott szót, mert esszéjében a román Panait Istrati műveit méltatta.
Fordulópont 1968, amikor a romániai magyarság művelődési, irodalmi és közéletének megpezsdülése keretében a Művelődés is kilép elszigeteltségéből. 1969 elejétől tényleges vezetője V. András János író és műfordító. Júliusban új szerkesztőbizottság alakult, bevonták ebbe Sütő Andrást, Beke Györgyöt, a néprajzkutató Kós Károlyt, a zeneszerző Szabó Csabát, a régész Székely Zoltánt, továbbá vidéki irányítókat jelöltek ki a közművelődés számára. A lap történetének legeredményesebb szakasza kezdődött el: tudatosan vállalta fel a romániai magyarság közművelődésének gondjait. Új rovatokat nyitott: a népköltészeti kutatók számára a Vadrózsákat, amely Kallós Zoltán, Faragó József, Nagy Olga, Gazda Klára, Jagamas János, Nagy Jenő, Ráduly János, Seres András és mások írásait közölte. Szót kaptak a nyelvészek, Szabó T. Attila, Márton Gyula, Gálffy Mózes, Murádin László, gyakran találni a folyóiratban helynévismertetéseket. A Játékszín rovat Csokonai Vitéz Mihály, Tamási Áron darabjait juttatta el a műkedvelőkhöz. Az Enciklopédia a művelődéstörténeti írások fórumává lett, munkatársai Benkő Samu, Csetri Elek, Demény Lajos, Jakó Zsigmond. Erőteljes hangsúlyt kaptak a magyar történelmi, néprajzi hagyományok, köztük Szabó Bálint, később Varga Gyula cikkei. A Tárlat erdélyi magyar képzőművészek alkotásait mutatta be. Rovat nyílt a zenének, a Muzsika; Bartók (1970) és Kodály (1972) emlékszámok jelentek meg. A Pegazus kortárs magyar költőket közvetített, Illyés Gyulával, Kassák Lajossal, Nagy Lászlóval együtt, velük természetes egységben erdélyieket: Farkas Árpádot, Király Lászlót, Szőcs Kálmánt, Magyari Lajost. Jelentős helyet foglalt el a folyóiratban az erdélyi magyarság önismeretét építő publicisztika: Balogh Edgár, Beke György írásai. A nemzeti öntudatot, a történelmi emlékezetet tartotta ébren a gazdag – fényképekkel illusztrált – Naptár rovat, V. András János összeállításában.
Ebben az időszakban a Művelődés szervezést is magára vállalt két ízben is. 1971-ben és 1972-ben tanácskozásra hívta össze a Kovászna megyei Árkosra a népdal és népzene magyar és román szakembereit; az első tanácskozás anyagát kötetben is közreadta Árkos – 1971 címmel.
1974-ben újabb beszűkülés következett a Művelődés életében, nemkülönben az egész romániai sajtóban. Megszűnt a könyvtárügy addigi negyedévi magyar folyóirata, a Könyvtári Szemle, szerepkörét a Művelődés vette át, terjedelmi növekedés nélkül; Balogh József szerkesztésében a laptestbe beépítve, attól bizonyos mértékben elválasztva közölte a könyvtörténeti, könyvszociológiai írásokat. A Művelődés addig is hozott időnként tematikus repertóriumokat, a Könyvtár melléklet azonban 1974-től közreadta a romániai magyar könyvkiadás évenkénti bibliográfiáit. Gábor Dénes a mellékletben rendszeresen bemutatta az ex libris legjobb erdélyi művelőit és gyűjtőit.
Miután V. András Jánost leváltották a lap éléről, helyét Kovács János irodalomkritikus vette át. 1976 márciusától 1977 júliusáig ismét szerkesztőbizottság jegyezte a lapot: Balogh József és Beke György írók, Faragó József folklórkutató, Jakó Zsigmond történész, László Ferenc zeneesztéta, továbbá főiskolai és középiskolai tanárok, közművelődési irányítók, szerkesztők. Feltüntette az impresszum a belső munkatársak névsorát is Balogh József, Barabás Sándor, Béres Katalin, Gyarmath Annamária, Horváth Arany, Lőrincz Kálmán, Znorovszky Attila személyében. Szűkített terjedelemben, de megmaradtak az addigi rovatok, fáradtabbnak tetsző közleményekkel, noha a Kovács János-vezetés a nemzetiségi jelleg fokozatos halványulásával szemben Bencsik János új fedőlapjával hangsúlyozta az erdélyi hagyományokhoz való kötődést (ez a címlap Apáczai Csere János Magyar encyclopaediájából vette kölcsön a tudás fájának rajzát).
A publikálási lehetőség szűkülését terjedelmi korlátozás is követte (1979), a Művelődés kétharmadára csökkent. Mintegy ennek ellensúlyozásaképpen a folyóirat nagyobb elméleti igényességgel közelítette meg a közművelődés kérdéseit. Ennek az időszaknak jelentős teljesítménye volt a fontosabb múzeumok helyzetének felmérése, a kutatások bemutatása. Cseke Péter egyszemélyes vállalkozásának igazi arányai és forrásértékei akkor mutatkoztak meg, mikor a folyóiratban közölt sorozatát Egy önkéntes múzeumpártoló feljegyzései címmel egybefogva közreadta Hazatérő szavak című kötetében (1985).
Kovács János nyugalomba küldése után senki sem jegyezte már névvel a folyóiratot, s akaratlanul is hangsúlyozódott ezzel gazdátlansága, közelgő vége. A sorvadás ezúttal nem egyszerű hullámvölgynek bizonyult, mint az előzőek a Művelődés életében; 1985 decemberében a kiadvány bejelentette megszűnését azzal, hogy helyében a Cîntarea României – az eredeti román ikerlap utódja – közöl ezentúl magyarul és németül műsoranyagokat, míg "az összes kultúraktivistákhoz szóló módszertani és irányító cikkek román nyelven jelennek meg". Hajdu Demeter Dénes találó jellemzése szerint "a mintegy kétmilliós romániai magyar nemzetiség ezáltal elvesztette anyanyelvű közművelődésének 38 éven át – jól-rosszul, de magyar nyelven – működő, egyetlen tömegkultúrát szolgáló szócsövét".

## A lap története 1989 decembere után
1989 decembere után a Művelődés volt szerkesztői azonnal újjászervezték a diktatúra idején megszüntetett nagy múltú folyóiratot, s az 1990-es XXXIX. évfolyam számai Horváth Arany odaadó buzgalmából hiánytalanul megjelentek. A szerkesztőség Bukarestből Kolozsvárra költözött. A romániai magyar közművelődést új, széles alapokra helyező EMKE újjászületésével azonos időpontban a Művelődés is újjászerveződik, s Szabó Zsolt, az új főszerkesztő Töprengjünk együtt! című vezércikke (1991/7-8) szerint "a helyi, területi és országos közművelődési egyesületeknek, együtteseknek, csoportoknak kíván nyilvánosságot biztosítani". Az új kolozsvári Gloria Nyomdában előállított lap főszerkesztő-helyettese Mezei József, majd Horváth Arany, felelős szerkesztője Gábor Dénes, olvasószerkesztője R. László Ferenc, fotóriportere Lévay K. Zsuzsa, belső munkatársai: Balogh József, Ferencz Zsuzsanna, Gagyi József, Kassay Miklós, Magyari Vincze Enikő. Jeles külső munkatársai közé tartozott Wagner Ernő levéltáros, történész, Szilágyi István orvos, Szakács Csaba erdőmérnök. A Művelődés fiókszerkesztőséget állított fel Bukarestben és Csíkszeredában.
2013-tól főszerkesztője Dáné Tibor Kálmán.

## Mellékletei
A Játékszín című melléklet a lap rovataként indult, 1979-től vált önálló mellékletté amely évente kétszer jelent meg Koppándi Ágnes, majd 1982-ben Znorovszky Attila szerkesztésében. 1982/1-es számával szűnt meg. A melléklet a műkedvelők rendelkezésére bocsátott vidám és szatirikus jeleneteket, verses monológokat, bábjátékokat, kórusműveket és táncjátékokat tartalmazott. Szerzői közt szerepelt Anavi Ádám, Bereczki Károly, Károlyi S. Mihály, Kiss János, Kiss Zoltán, Olysói Kornélia, Orbán Károly, Papp Zoltán, Péter István, Sylvester Lajos, Tar Károly, Varga Gábor, Zágoni Attila. Zenei anyaggal szolgált Boros Zoltán, Birtalan József, Dancs Árpád, Elekes Csaba, Kozma Mátyás, László Attila, Mátray László, Mészáros József. Koreográfus Jánosi József, Péter Sándor. A Játékszín magyar fordításban közölte Dan Tărchilă, Iosif Costinaş egyfelvonásosait, a magyar klasszikus drámák közül Móricz Zsigmond Csiribiri, Hunyady Sándor Bakaruhában, Barta Lajos Zsuzsi, Szigeti József A vén bakancsos és fia, a huszár (Móricz átdolgozásában), Géczy István A gyimesi vadvirág, Bárd Oszkár Citera c. darabjait. Grafikusa Bencsik János volt.
1991 óta évente kétszer megjelenő, főleg a romániai magyar könyvtárosok szakmai tájékoztatását szolgáló melléklete a Könyvesház. Közli a romániai magyar könyvkiadás évenkénti bibliográfiáját, kitekintést nyújt a bibliológia és bibliofília kérdéseire is. Alapító főszerkesztője Balogh József, nyugdíjazása után Gábor Dénes szerkeszti.